# Gaspar Dias
Gaspar Dias – portugalski malarz manierystyczny aktywny w latach 1560-1591. Był jednym z pierwszych portugalskich malarzy mających możliwość studiowania sztuki we Włoszech. W Rzymie jego nauczycielami byli Rafael i Michał Anioł. Po powrocie do ojczyzny poświęcił się malarstwu religijnemu.